# Bad luck brian
Kyle Craven, né le 10 août 1989,  plus connu sous son surnom sur Internet « Bad Luck Brian », est une célébrité d'Internet américaine connue pour sa photo omniprésente publiée sur Reddit en 2012, qui est rapidement devenue un mème Internet populaire. Bad Luck Brian est un style macro d'image de mème. Ses légendes décrivent une variété d'événements malchanceux, embarrassants et tragiques.

## Origine
Le 23 janvier 2012, à 2:15 UTC, Ian Davies télécharge une photo sur Reddit de son ami Kyle Craven. Craven et Davies fréquentent tous les deux le lycée Archevêque Hoban à Akron. La photo qui est devenue Bad Luck Brian est prise à l'origine pour le yearbook 2005-06 du lycée. Craven déclare qu'il s'était frotté le visage avec un pull pour le faire rougir et a adopté un sourire détestable. Le directeur du lycée à l'époque lui a fait reprendre la photo, mais Craven et Davies avaient déjà numérisé et sauvegardé la photo originale.
La photo devient rapidement populaire sur le forum 4chan et sur les réseaux sociaux comme Facebook et Twitter, représentant « un gars qui manque de pot [...] symbole d'un coup de malchance hilarant ».

## Représentations notables
En 2013, Bad Luck Brian (représenté par Craven lui-même) figure dans une vidéo YouTube aux côtés d'un autre mème, Overly Attached Girlfriend, où les deux personnages ont un rendez-vous. Cette collaboration incite Craven à créer sa propre chaîne YouTube Bad Luck Brian et ses comptes sur Facebook, Instagram et Twitter.
Bad Luck Brian a été décliné en produits dérivés sur des T-shirts ainsi que sur des animaux en peluche, des articles de fantaisie vendus par Walmart et Hot Topic. Volkswagen et d'autres entreprises payent pour utiliser sa photo dans leurs campagnes publicitaires. En octobre 2018, Craven fait une série de publicités pour McDonald's qui mettent en lumière le personnage de Bad Luck Brian. Ces publicités ont été diffusées sur YouTube, Reddit et Spotify. Craven estime qu'il a gagné 20 000 $ en trois ans depuis 2015.
En mars 2021, Craven vend un jeton non fongible (NFT) Bad Luck Brian pour environ 36 000 $.

## Kyle Craven
Bad Luck Brian poste un sujet Ask me anything (« demandez-moi ce que vous voulez ») dans le forum Reddit IAmA le 11 avril 2012, mais le sujet est supprimé. Craven revient le 8 mai 2012 avec un sujet AMA sur Advice Animals, un autre forum Reddit consacré aux mèmes macros.
Craven travaille pour l'entreprise de BTP de son père qui construit des églises.